# 将軍山
将軍山（しょうぐんさん）は、中華人民共和国江蘇省南京市郊外、中華門南方約13kmのところに位置している丘陵地帯。雨花台区と江寧区の境界に位置する。
1130年（建炎4年）に金が建康を占領した際に、南宋の武将岳飛が牛首山一帯に布陣、金軍を破り建康を奪回した地であり、それ以降将軍山と称されるようになった。
岳飛に関する史跡が多く残され、1992年3月には「抗金故塁」の名称で南京市文物保護単位に指定されている。現在は公園として整備され、園内には「金陵第一景」また「南京九寨溝」と称される池林が位置し、多数の観光客が訪れている。国家AAA級風景名勝区にも指定されている。

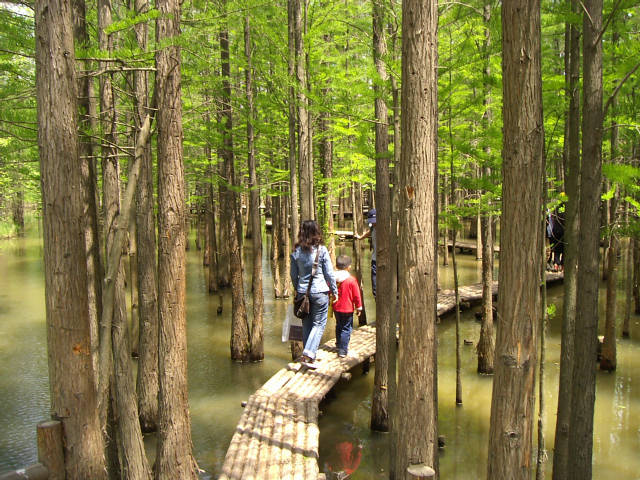
池林
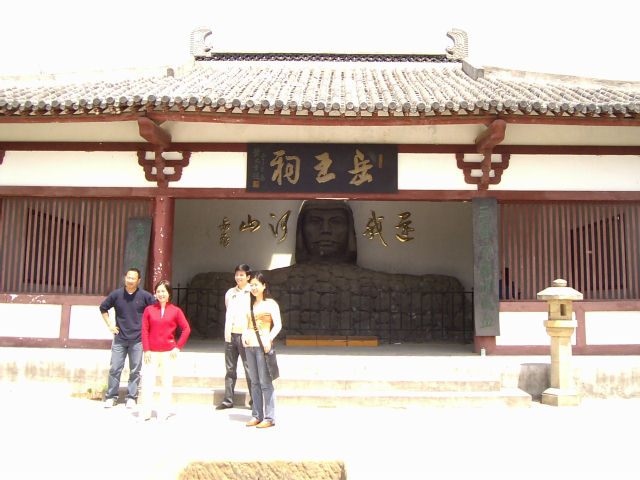
岳飛祠
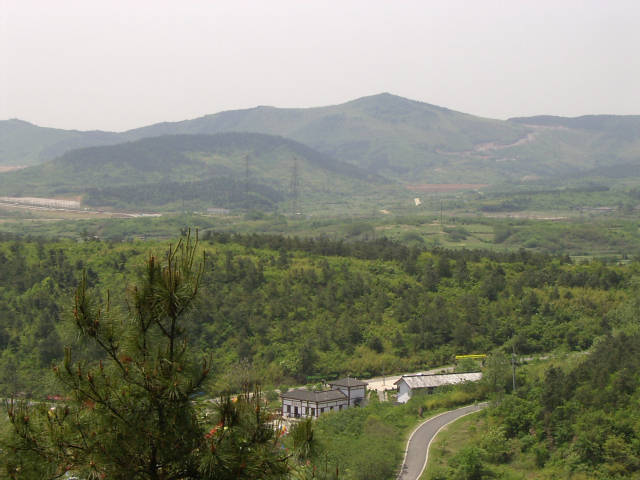
将軍山周辺

## 臥龍崖

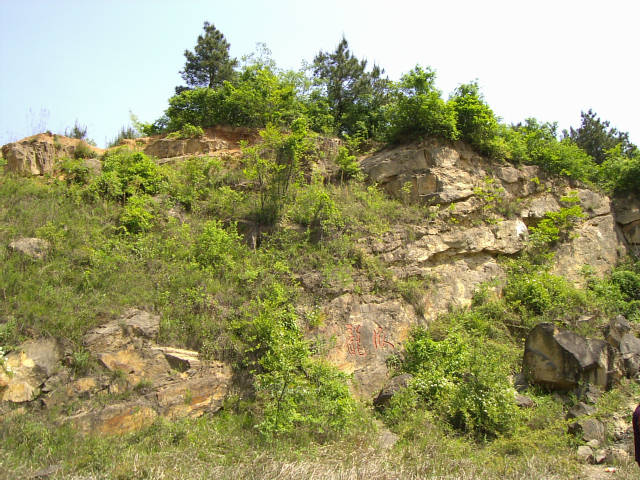
臥龍崖

南宋皇帝である高宗に関する伝承が残されている。1130年（建炎4年）、高宗が将軍山に避難した際に、崖の巨石に横たわって雲に覆われる月を眺め、金に捕虜とされている父（徽宗）と兄（欽宗）を思っていた。そこを将軍山の麓に駐屯していた金の巡邏兵に発見されてしまい包囲されてしまうが、岳飛が軍勢を率いて駆けつけ、金軍の包囲を打ち破り、高宗は岳飛を嘉賞した。この伝承により、この崖は臥龍崖と呼ばれるようになった。後に清の乾隆帝が南巡の際にこの地を訪れている。

## 入場料
30元（2004年現在）